# Protezione ARccOS
ARccOS è un sistema di criptazione sviluppato da Sony usato su alcuni DVD. Progettato come un sistema di protezione anticopia addizionale, è usato insieme al Content Scrambling System (CSS). 
Il sistema deliberatamente crea un certo numero di settori sul DVD con dati corrotti, che fanno in modo che il software di copia produca degli errori. I lettori DVD normali non leggono mai questi settori in quanto essi seguono un insieme di istruzioni codificate nel disco, che glieli fa saltare. Programmi di copia meno sofisticati non seguono queste istruzioni ma cercano di leggere ogni settore sul disco in maniera sequenziale, inclusi quelli corrotti. Alcuni programmi come AnyDVD o DVDFab sono in grado di aggirare questa protezione.
La legge italiana non è chiara in materia di legalità perché vieta di aggirare i sistemi anticopia ma garantisce il diritto di crearsi copie di backup di film e software.
Viene riportato che Sony ha cessato di usare il sistema ARccOS da febbraio 2006  Archiviato il 12 novembre 2008 in Internet Archive., per poi riprenderlo più avanti sui loro DVD.

## Lista parziale di DVD protetti da ARccOS e varianti
- 007-Casino Royale
- 7 seconds
- 8MM2
- Aviator
- Anaconda: alla ricerca dell'orchidea maledetta
- Altra sporca ultima meta, L'
- Babbo bastardo
- Bewitched
- Bewitched - Special Edition
- Boogeyman (L'uomo nero)
- Brothers in arms
- Brown Bunny, The
- Capote
- Cave, The
- Chicken Little
- Christmas with the Kranks
- Closer
- Cool Money
- Creeper, The
- Daltry Calhoun
- Dark Water
- È già ieri
- Exorcism Of Emily Rose
- Final Cut, The
- Flightplan
- Fog, The
- Forgotten, The
- Fun With Dick & Jane (2005)
- Golden Girls: Season 3 (Disc 3)
- Golden Girls: Season 4 (Disc 1)
- Golden Girls: Season 4 (Disc 2)
- Golden Girls: Season 4 (Disc 3)
- Greatest Game Ever Played
- Grey's Anatomy Season 1 (Disc 1 & Disc 2)
- Half Light
- Hitch
- Howl's Moving Castle
- Howl's Moving Castle (Bonus Disc)
- Hostel
- I Giorni dell'Abbandono
- Il cavaliere oscuro - The Dark Knigth
- Il codice Da Vinci
- Il 7 e l'8
- Io, lei e i suoi bambini
- Impero dei lupi, L'
- Interpreter, The
- I Pirati dei Caraibi: Ai Confini Del Mondo
- I Puffi (Film 2011)
- Kung Fu Hustle (Kung Fusion)
- L.A. Story
- La principessa e il ranocchio
- Layer Cake
- Le Crociate
- Left Behind
- Leggenda di Zorro, La
- Little Black Book
- Longest Yard, The
- Lords of Dogtown
- Madagascar
- Man of The House
- Marksman
- Mindhunters
- Monty Python's Flying Circus (serie completa su 7 DVD)
- Mountain Patrol
- Nella mente del serial killer
- Non ti muovere
- Nuclear Target
- Once Upon a Mattress
- Oliver Twist
- Passion, The
- Resident Evil 2: Apocalypse
- SAW
- Saga dei Nibelunghi, La
- Senza Destino
- Seven Sword
- Single with Female 2
- Sky High
- Spanglish
- Spider-man 3
- Squid and the Whale
- Squadra 49
- Star Trek
- Stealth
- Steamboy
- Stephen King Presents Kingdom Hospital
- Stone Cold
- Striscia una Zebra alla riscossa
- Stuart Little 3: Call of the Wild
- Termination Salvation
- Terra di confine (Open Range)
- Ti amo in tutte le lingue del mondo
- Transporter 2
- Twilight
- Tutte le ex del mio ragazzo
- Ultraviolet
- Underworld: Evolution
- Valiant
- XxX The Next Level
- Zathura SE
- Wall•e

- Su tutti i DVD nuovi prodotti dalla Disney da fine 2005 fino a tutto il 2006; poi da metà 2007 in poi